# 이목 (조나라)

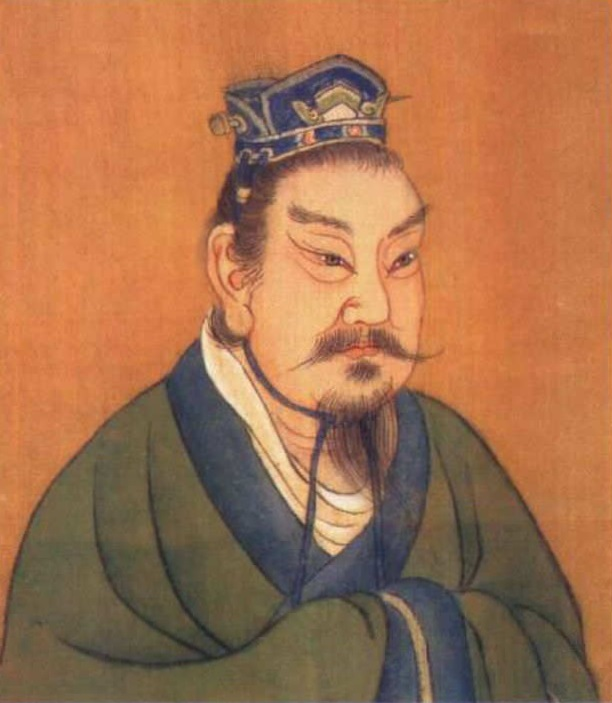

이목(李牧, ? ~ 기원전 228)은 중국 전국시대 조나라(趙)의 재상이자 장군이다.
조나라 말기에 활약한 대표적인 명장으로 손꼽힌다. 본명은 이촬(李繓)이고 자가 목(牧)이지만, 본명보다는 이목(李牧)으로 알려져 있다. 벼슬이 상국(相國)에 이르렀으며 무안군(武安君)의 칭호를 받았다. 북쪽의 흉노(匈奴)와 서쪽의 진나라(秦) 등을 상대로 많은 전공을 거두었다.

## 생애

### 흉노와의 전쟁
이목은 본래 조나라 북쪽의 국경을 지키는 장군이었다. 그는 일찍이 대(代)나라와 안문(雁門) 사이에 주둔하며 흉노(匈奴)와 대치하고 있었다. 당시에 이목은 관리를 적절히 배치하고 세금을 모아 병력을 강화하는 한편, 소를 잡아 병사들에게 먹이며 활쏘기와 말타기 훈련을 시켰다. 또한 봉화를 설치하고 첩자들을 풀었으며 전사들을 후하게 대접하였다.
이목은 흉노가 침입할 때마다 병사들로 하여금 맞서 싸우지 못하게 하고 대신에 그들을 성 안으로 불러들여 수비로 일관하였다. 때문에 조나라 군대는 피해를 입지 않았으나, 흉노와 조나라 병사들은 모두가 이목을 겁쟁이라고 여겼다. 조나라 왕이 이를 나무랐으나 이목이 듣지 않자, 왕이 화가 나서 이목을 불러들이고 대신 다른 사람을 장군으로 삼았다.
그로부터 1년이 지난 후, 흉노가 쳐들어올때마다 조나라 군대 또한 출전하였으나 매번 불리해져서 큰 피해를 입었으며 변경에서 농사와 목축을 할 수 없게 되었다. 때문에 조나라 왕이 이목을 불러들였으나, 이목은 병을 핑계로 거절하였다. 조나라 왕이 이목에게 강제로 군사를 이끌게 하자, 이목은 "왕께서 신을 기용하시되, 신이 예전에 했던 그대로 하게 해주시면 감히 명을 받들겠습니다."라 하였다. 조나라 왕은 이를 허락하였다.
변경으로 돌아간 이목은 이전처럼 수비로 일관하며 군대를 양성하였다. 후한 대우를 받은 조나라 군대가 싸우기를 원하자, 이목은 마침내 튼튼한 수레 1300대와 말 13000마리를 선발하였고, 또한 전공을 세워 100금을 상으로 탄 용사 5만 명과 강한 활을 잘 쏘는 병사 10만 명을 선발하여 하나의 부대로 조직하고는 훈련을 시켰으며, 들에 가축과 백성들을 풀어놓았다.
흉노의 선우(單于)가 적은 군대를 거느리고 공격해오자, 이목은 일부러 이기지 못하는 척하였다. 이에 선우가 다시 많은 군대를 거느리고 공격해오자, 이목은 적들이 예상치못한 진용을 펼치며 부대를 좌우 양쪽으로 펼쳐 흉노를 공격하였다. 이목은 이 싸움에서 크게 승리하여 흉노족 기병 10만 명을 죽였으며 담람(襜襤)을 멸망시켰고, 동호(東胡)를 격파하였으며 임호(林胡)를 항복시켰다. 흉노의 선우는 달아났으며 이후 10년이 넘도록 흉노는 조나라 국경을 넘보지 못하였다.

### 관료로서의 활약
자세한 시기는 알 수 없으나, 이목은 공적으로 인하여 조나라의 재상직인 상국(相國)에 임명된 것으로 추측된다. 후에 진 시황제가 천하를 통일한 후, 자신의 상국과 어사(御史)들에게 "조나라 왕이 그 상국 이목(李牧)을 보내 맹서를 약속하기에 그 인질을 돌려보냈다. 얼마 뒤 맹서를 어기고 우리 땅 태원에서 배반하였기에 군대를 일으켜 토벌하고 그 왕을 잡았다."라고 언급한 바 있다. 이목이 조나라의 상국으로서 진나라에 파견된 시기는 명확히 알 수 없으나, 연표에 따르면 기원전 243년(도양왕 2), 진나라에 인질로 갔던 조나라 태자가 귀국했다고 하였다. 진 시황제의 발언을 참조하자면 이 시기를 전후하여 이목이 진나라에 파견되었던 것으로 보인다.
또한 이목은 조 도양왕이 음탕한 성품으로 이미 한 집안을 망하게 한 과부 창후(倡后)와 혼인하려 할때에 이를 반대하며 "여인이 정숙하지 못하면 나라가 흔들리고 불안하게 됩니다. 이 여인은 한 집안을 망하게 하였는데, 대왕께서는 두렵지 않으십니까?"라 간언하였다. 그러나 조 도양왕은 "나라가 어지럽고 어지럽지 않고는 과인이 정치를 어떻게 하느냐에 달려있다."라고 말하며 이목의 간언을 무시하고 창후와 혼인하였으며 그 소생인 조왕 천을 후계자로 삼았다.

### 진나라와의 전쟁
기원전 243년(도양왕 2), 이목은 장수가 되어 연나라(燕)를 공격하여 무수(武遂)와 방성(方城)을 함락시켰다.
기원전 233년(조왕 천 3), 진나라(秦)가 조나라의 적려(赤麗)와 의안(宜安)을 공격했다. 그러자 조나라는 이목을 대장군으로 삼아 진나라 군대와 맞서도록 하였다. 이목은 비(肥) 성 아래서 싸워 진나라 군대를 크게 격파하였으며, 진나라의 장군 환의(桓齮)는 패하여 달아났다. 그 공로로 이목은 무안군(武安君)에 봉해졌다.
기원전 232년(조왕 천 4), 진나라가 파오(番吾)를 공격하자 이목이 이를 물리쳤다. 또한 남쪽으로 한나라(韓)와 위나라(魏)를 막았다.

### 죽음과 사후
기원전 229년(조왕 천 7), 진나라가 장군 왕전(王翦) 등을 보내 조나라를 공격하였다. 그러자 조나라에서는 이목과 사마상(司馬尙)으로 하여금 이를 막게 하였다. 이목은 수차례 진나라 군대를 격파하여 진나라의 장군 환의를 죽였다. 그러자 진나라에서는 조왕 천이 총애하던 신하인 곽개(郭開)에게 뇌물을 주고는 이목과 사마상이 반란을 꾀하고 있다는 말을 퍼뜨렸다.
때문에 조왕 천은 조총(趙蔥)과 안취(顔聚)를 보내 이목 대신에 군대를 지휘하게 하였다. 이목이 명령을 따르지 않자, 조나라에서 사람을 보내 그를 정탐하다가 체포하여 죽이고 사마상을 해임시켰다. 이와 같은 이목의 죽음은 《사기》 권81 염파인상여열전에 전해지며, 《사기》 권43 조세가에는 자세한 정황을 전하지 않고 단순히 이목이 죽임을 당하고 사마상이 파면당했다고만 서술하였다.
이목이 죽은 후에 조나라 군대는 진나라에게 크게 격파되었으며, 이목이 죽은지 3달 후에 조왕 천이 진나라 군대에 사로잡혔다. 이듬해인 기원전 228년 10월, 조나라의 도읍인 한단이 진나라에게 함락되면서 조나라는 완전히 멸망하였다.

### 또다른 기록
《전국책》 권7 진책5에서는 이목을 모함하여 죽인 사람을 곽개가 아니라 한창(韓倉)이라고 하였다. 한창이 무안군 이목을 모함하자, 조왕 천이 다른 사람으로 하여금 이목을 대신하게 하였다. 이목이 돌아오자, 조왕 천이 한창으로 하여금 이목을 문책하기를 "장군이 전쟁에서 승리하였을 때에, 장군이 왕에게 헌주를 받으면서도 어전에서 비수(匕首)를 차고 있었으니 사형에 해당하오."라 하였다.
그러자 이목은 "나에겐 팔이 굽는 병이 있어서, 키는 크되 팔이 짧아서 절을 할때에 땅에 닿지 못해 거동이 불경하였는데, 어전에서 죽을 죄를 범할까 두려웠으므로 공인(工人)들로 하여금 나무로 덧붙이는 손을 만들게 하였소. 주상께서 믿지 못하시겠다면 보여드리겠소."라 말하고는 소매를 걷어 팔을 보여주며 자신의 사정을 왕에게 잘 알려줄 것을 청하였다. 그러나 한창은 "왕으로부터 장군에게 죽음을 내리라는 명을 받았으니, 사면할 수 없소."라 하였다.
이 말을 들은 이목이 북쪽을 향해 수차례 절을 올리고는 죽음을 맞았는데, 검을 뽑아 스스로 자결하려다가 "신하가 궁중에서 자살할수는 없다."라 하고는 극문(棘門)을 나와 오른손으로 칼을 잡고 자살하려 하였다. 그러나 팔이 짧아서 닿지 못하자, 검을 입에 물고 기둥에 뛰어들어 스스로를 찔러 죽었다.
한편 《열녀전》 권7 얼폐전에서는 조 도양왕의 후비이자 조왕 천의 어머니인 창후(倡后)가 진나라로부터 뇌물을 받고 이목을 죽였다고 하였다.

## 가계
이목의 가계(家係)는 당대의 기록에는 전하지 않고, 후대의 기록인 《신당서》에 전해진다.
그에 따르면, 조군 이씨(趙郡李氏)는 진나라에서 사도를 지낸 이담(李曇)과 그 둘째아들로 진나라에서 태부를 지낸 이기(李璣)로부터 출자하였다. 이기에게는 이운(李雲) · 이목(李牧) · 이제(李齊) 등의 3아들이 있었는데, 이목이 조나라의 재상이 되어 무안군에 봉해지면서 후손들이 조군(趙郡)에 거주하게 되었다.
이목에게는 이골(李汨) · 이홍(李弘) · 이선(李鮮) 등의 3아들이 있었다. 이골은 이량(李諒) · 이좌거(李左車) · 이중거(李仲車) 등의 아들이 있었다. 이좌거는 광무군(廣武君)의 칭호를 받았으며 훗날 초한전쟁 때에 명장 한신(韓信)의 참모로 활동하였다.

## 평가
- 전한 시대의 역사가 사마천은 《사기》에서 조나라 말기에 활약했던 명장들인 염파 · 인상여 · 조사 · 이목 등의 열전을 함께 묶어서 구성하였다. 이들의 열전은 《사기》 권81 염파인상여열전에 수록되었다. 여기서 이목은 "양장(良將)", 즉 "뛰어난 장수"라 평가되었다.
- 남조 시대의 문인 주흥사는 《천자문》에서 "기전파목(起翦頗牧) 용군최정(用軍最精)"이라 하였는데, 이는 곧 전국시대에 백기 · 왕전 · 염파 · 이목 등이 군사를 가장 잘 부렸다는 뜻이다.